# UH-60 블랙 호크
UH-60 블랙호크(영어: Sikorsky UH-60 Black Hawk)는 쌍발 터빈 엔진, 4개의 블레이드를 장착한 중형(medium-lift)의 다목적 군용 헬리콥터이다. 보병의 전술 수송, 전자전, 구급 헬리콥터를 포함하여, 다양한 작전에 사용 가능하다. 한 번에 11명의 완전군장 보병과 장비를 수송하거나 6명의 승무원과 105mm M102 야포 및 30발의 탄약을 수송할 수 있으며, 1,170kg의 화물을 나를 수 있다. 또한 향상된 생존성과 능력을 위해 GPS와 같은 첨단 항법장비와 전자장치가 장착되었다.
미국에서는 마린 원(Marine One:해병대 1호 헬리콥터)이라고 하는 대통령 전용 블랙호크도 있다.

## 역사
1960년대 후반, 미군은 베트남전에서의 경험을 바탕으로 UH-1 이로쿼이를 대체할 유틸리티 전술 수송 항공 시스템 (UTTAS, Utility Tactical Transport Aircraft System) 헬리콥터의 필요성을 제기했다. 미군은 또한 나중에 GM의 T700 엔진이 될 새로운 형태의 터빈 엔진 개발에 착수했고, UTTAS헬리콥터와 엔진으로부터 성능과 생존성, 안전성의 향상을 요구했다. 미군은 1972년도에 UTTAS의 소요제기를 했다. 4개의 시제기가 만들어졌는데, 첫 번째 YUH-60A는 1974년에 초도비행하여 보잉사가 제작한 YUH-61A와 비교평가되었다. 미군에 시제기가 전달되기 전에, 1975년 항공기의 안정성을 보장하기 위한 예비평가가 있었다. 1976년 3월 3개의 시제품이 미군에 전달되었고, 그중 하나가 시코르스키사에 의해 내부연구되었다.
1976년 10월 블랙호크가 생산을 위해 선택되었다. 1978년 10월 미군에 UH-60A가 인도되었고, 1979년도에 실전배치되었다.
블랙호크는 실전배치된 이후, 지뢰설치, 의무수송, 전자전과 특수전 등을 포함하는 새로운 임무와 역할을 위해
다양한 버전으로 수정되었다. EH-60은 전자전을 수행하였고, MH-60은 특수전에 이용됐다.
1987년 향상된 UH-60L이 주문되었다. 이것은 힘과 수송 능력이 향상된 업그레이드형 T700-701C 엔진과 SH-60B Seahawk를 위해 개발된 변속장치(gearbox)로 특징지어진다.
2001년 더욱 향상된 파생형이 개발되었다. UH-60M은 엔진 출력이 강화된 파워풀한 T700-701D 엔진과 향상된 로터블레이드를 사용한다. 2006년부터 UH-60M의 제작이 시작되었다. 첨단 전자 계기판과 비행 항법 제어장치를 갖춘 UH-60M은 UH-60 디자인의 수명을 2020년까지 연장시킬 예정이다. 2006년 7월에 신형 UH-60M 22대가 미군에 인도되어, 초도조작평가(OPEVAL)가 테스트되고 있다.

## 필리핀
2016년 필리핀 정부가 캐나다 업체와 2억3천3백만 달러(약 2천525억원) 규모의 벨 412 헬기(최대이륙중량 5.4톤) 16대의 구매 계약을 체결했다가 캐나다가 필리핀의 인권실태를 문제삼자 2018년 초 계약을 파기했다.
이에, 한국의 수리온과 미국의 블랙호크가 입찰에서 경쟁했는데,  대당 250억원에 10대를 제시한 수리온(최대이륙중량 8.7톤)이,  대당 150억원에 기체 개량작업 16대를 써낸 블랙호크(최대이륙중량 10.6톤)에 패했다.

## 같이 보기
- 시코르스키 S-70
- HH-60 페이브 호크
- HH-60 제이호크
- SH-60 시호크
- UH-1 이로쿼이
- 밀 Mi-8 / 밀 Mi-17
- NHI NH90
- AH-64 아파치